# Лум, Умар
Умар Лум (фр. Oumar Loum; род. 31 декабря 1973) — сенегальский легкоатлет, специалист по бегу на короткие дистанции. Выступал за национальную сборную Сенегала по лёгкой атлетике в период 1992—2009 годов, чемпион Африки, бронзовый призёр Всеафриканских игр, рекордсмен страны, участник четырёх летних Олимпийских игр.

## Биография
Умар Лум родился 31 декабря 1973 года.
Впервые заявил о себе в лёгкой атлетике на взрослом международном уровне в 1992 году, когда вошёл в основной состав сенегальской национальной сборной и благодаря череде удачных выступлений удостоился права защищать честь страны на летних Олимпийских играх в Барселоне. Стартовал здесь в программе эстафеты 4 × 100 метров, но не прошёл дальше предварительного квалификационного забега. Также в этом сезоне выступил на чемпионате мира среди юниоров в Сеуле, где в финале стометровой дистанции финишировал четвёртым.
В 1993 году участвовал во взрослом мировом первенстве в Штутгарте, был четвёртым на летней Универсиаде в Буффало.
В 1994 году в беге на 100 метров выиграл бронзовую медаль на Играх франкофонов в Бондуфле.
Одержал победу в беге на 200 метров на чемпионате Африки в Яунде, тогда как на Олимпийских играх в Атланте в той же дисциплине остановился на стадии четвертьфиналов.
В 1997 году стартовал на чемпионате мира в Афинах, но был здесь далёк от попадания в число призёров.
На домашнем африканском первенстве в Дакаре стал бронзовым призёром в беге на 200 метров.
В 1999 году на Всеафриканских играх в Йоханнесбурге занял на двухсотметровой дистанции восьмое место.
На чемпионате Африки 2000 года в Алжире вновь получил бронзу в беге на 200 метров, в то время как на соревнованиях в Мехико преодолел дистанцию за 20,21 секунды, установив тем самым национальный рекорд в данной дисциплине, который до сих пор остаётся непобитым. На Олимпийских играх в Сиднее участвовал в забегах на 200 метров и в эстафете 4 × 100 метров, однако в финалы не вышел.
В 2001 году на дистанции 200 метров выиграл серебряную медаль на Играх франкофонов в Оттаве, участвовал в чемпионате мира в помещении в Лиссабоне и в летнем чемпионате мира в Эдмонтоне.
На африканском первенстве 2002 года в Радесе трижды поднимался на пьедестал почёта: взял бронзу в беге на 200 метров и в эстафете 4 × 100 метров, стал серебряным призёром в эстафете 4 × 400 метров. На соревнованиях в Бамако установился национальный рекорд Сенегала в беге на 100 метров (10,17), который так же никто пока не превзошёл.
В 2003 году отметился выступлениями на мировом первенстве в помещении в Бирмингеме и на летнем мировом первенстве в Париже, выиграл бронзовую медаль в эстафете 4 × 100 метров на Всеафриканских играх в Абудже, получил серебро и бронзу на Афроазиатских играх в Хайдарабаде.
Находясь в числе лидеров сенегальской национальной сборной, благополучно прошёл отбор на Олимпийские игры 2004 года в Афинах — здесь в беге на 200 метров остановился на предварительном этапе.
После афинской Олимпиады Лум остался в составе легкоатлетической команды Сенегала и продолжил принимать участие в крупнейших международных соревнованиях. Так, в 2005 году в беге на 200 метров он выиграл бронзовые медали на Играх исламской солидарности в Мекке и на Играх франкофонов в Ниамее, выступил на чемпионате мира в Хельсинки.
В 2009 году добавил в послужной список бронзовую награду, полученную в эстафете 4 × 100 метров на Играх франкофонов в Бейруте.